# Halasi Fekete Péter
Halasi Fekete Péter (Kiskunhalas, 1572–1577 körül – Karcagújszállás, 1642) Bocskai István fejedelem Szoboszlóra telepített 800 lovashajdújának kapitánya, a város első főhadnagya. Előneve arra utal, hogy Halasról (Kiskunhalas) származott. A törökök által megszállt kiskunsági városból talán már elődei elmenekültek.

## Hajdú kapitány
A Bocskai felkelést követően 1605-ben már egy erős lovas hajdúcsapat kapitánya volt, aki Várad védőit és Bihar vármegye lakóit is félelemben tartotta. Bocskai "angyalainak", mintegy 800 főnyi lovas hajdúnak lett parancsnoka. Ezeknek a lovasoknak egy része telepedett le 1606-ban Szoboszlóra.

## Szoboszló
Halasi Fekete Péter maga is részese lett azoknak a juttatásoknak, melyekben a letelepülők részesültek. Szoboszlón háza volt és rendelkezett az ahhoz tartozó földekkel, jogokkal. Ő lett a város első főhadnagya. Megválasztására 1612-ben kerülhetett sor, amikorra felépült a város és megtörtént annak tizedek szerinti felosztása.

## Hadjáratai
Halasi Fekete Péter Bocskai István halála után hajdúival az erdélyi fejedelmek küzdelmeiben, különösen Bethlen Gábor hadjárataiban vett részt. Szolgálataiért jelentős földbirtokokat kapott. Nagymértékben gyarapították vagyonát azok a birtokok, melyekhez házassága által jutott.

## Családja
Felesége Éles Márton leánya, Anna szintén kun származású. Szentmiklósi Éles Márton és csapata is Halasi Fekete Péter parancsnoksága alatt szolgált.

## Halála
Halasi Fekete Péter 1642-ben éppen Szoboszlón tartózkodott, amikor arról kapott híradást, hogy Hegyesbori (Karcag határában) birtokát törökök dúlják. Fegyvert fogott 40-50 lovasával Szoboszlóról indult el a törökök elkergetésére. A túlerőben lévő törökök elleni összecsapásban megsebesült. Hajdúi Karcagújszállásra vitték, ahol sebeibe belehalt. Ekkor, 1642 tavaszán 65-70 éves lehetett. Vagyonán az 1642. május 24-én Szoboszlón kelt egyezséglevelük szerint öt gyermeke osztozott meg. Gyermekei: Mihály, Zsuzsanna, Sándor, Péter és Anna. A fiúk leszármazottai a ma is élő Halasi Fekete családok. Éles Anna leszármazottai is élnek még. Földes, Berettyóújfalu és Biharkeresztesen.

## Ma
Nevét ma Hajdúszoboszlón egy tér őrzi.